# زاويته
زاويته (بالكردية: زاويتە، Zawîte‏) (بالسريانية: ܙܘܝܬܐ)‏[بحاجة لمصدر] بلدة في محافظة دهوك في إقليم كردستان العراق، تبعد زاويتة عن مدينة دهوك حوالي 17 كم، وعن مدينة الموصل 96 كم، تعتبر زاويته من المصايف الشهيرة في المنطقة. معظم سكان البلدة من الكرد.

## اصل التسمية
تعود التسمية إلى ܙܘܝܬܐ (زاويثا) بالسريانية وتعني «الزاوية».

## نبذة تاريخية
المكان الذي يسمى حاليا زاويته كان في السابق طريقا مؤدياً إلى القرية والتي لم يتبقَ منها سوى بعض آثار البيوت المتهدمة والتي تقع على سفح الجبل. كان يعيش في القرية فخذين هم الكرمانج وهم سكان المنطقة الأصليين من الكرد والسادة وهم من أصول عربية جاؤا إلى المنطقة بغية نشر الدين الإسلامي. وحتى أوائل الثلاثينات من القرن العشرين كان معظم سكانها من المسيحيين الآشوريين الذين نزحوا عقب مجزرة سميل.
تعرضت عدة منشآت سياحية تابعة للمسيحيين في البلدة إلى النهب والحرق خلال اضطرابات دهوك أوائل كانون الأول 2011.

## السياحة
تشتهر المنطقة بغابات الصنوبر الكثيفة. إضافة إلى وجود التربة الحمراء في المنطقة وهذا ما يميزها عن باقي المناطق الأخرى، ويوجد في زاويته وادي مميز يسمى ب (گلى زاويته) يتميز باعتدال الجو في فصل الصيف وهناك مطاعم واكشاك سياحية منتشرة في الوادي، تعتبر ناحية زاويته من الأماكن السياحية المهمة في محافظة دهوك وهي من الأماكن التي يتوافد عليها أكثر عدد من الزائرين عن باقي الأماكن الأخرى في المحافظة بسبب قربها من مركز المحافظة.

## وصلات متعلقة
- http://www.zawita.net/
- http://travelingluck.com/Asia/Iraq/Dahūk/_89483_Zāwita.html#local_map
- http://www.maplandia.com/iraq/dihok/zawita/